# カマロンの戦い
カマロンの戦い（カマロンのたたかい、スペイン語: Batalla de Camarón、フランス語: Bataille de Camerone
）は、1863年4月30日にベラクルス州のカマロン・デ・テヘーダで行われた戦い。
プエブラの会戦に敗れ、プエブラの市街に対して包囲網を敷くフランス軍に補給物資を届けるための輸送部隊の護衛として随行していたジャン・ダンジュー大尉率いるフランス外人部隊と、輸送部隊出発の情報を得て襲撃に向かっていたミラン大佐率いるメキシコ軍部隊が遭遇したことにより発生した。

## 背景
メキシコ出兵のプエブラの会戦で敗れたフランス軍は、プエブラの市街に対して包囲網を敷いていたが、これの維持のために現金300万フランを含む大量の補給物資を送ることを決定した。
1863年4月29日、輸送部隊がプエブラに向けて出発するとの連絡を受けた連隊長は、ダンジュー大尉と相談して第3中隊にこの輸送部隊の護衛の任務を割り当てたが、第3中隊の士官が不在であったため、ダンジュー大尉自身が隊長となってマウデ少尉とヴィラン少尉の2名の士官及び62名のレジョネアからなる部隊を編成して護衛のために赴いた。

## 経過
1863年4月30日午前1時、ダンジュー大尉が護衛する輸送部隊は出発した。
同日午前7時頃、パロ・ベルデで大休止を取っていた最中に、輸送部隊の情報を得て襲撃に向かおうとしていた800名の騎兵及び1200名の歩兵からなるミラン大佐が指揮するメキシコ軍部隊の一部と遭遇し、戦闘状態に入った。メキシコ軍に先手を取られたこの戦いで、ダンジューの部隊は退却を重ねて最終的にカマロン・デ・テヘーダまで退却し、高さ3m程度の壁が巡らされた建物を陣地にしてメキシコ軍の足止めを試みた。
この直後にダンジューの部隊はメキシコ軍によって完全に包囲され、さらにメキシコ軍の増援が到着した。メキシコ軍の指揮官からは降伏勧告がなされたものの、輸送部隊を襲わせないようメキシコ軍をこちらへ引き付けるべく、ダンジュー大尉は「我々にはまだ弾がある。降伏はしない」と言い、さらに続けて死ぬまで戦い続けるとまで言い、敢えて降伏勧告を拒否した。
同日午前10時頃、メキシコ軍の総攻撃が始まった。
絶望的な状況でのフランス外人部隊史上に残る壮絶な戦いの中、同日正午頃、胸部に命中した銃弾によってフランス外人部隊側の指揮官であったダンジュー大尉が戦死した。
同日午後2時頃にフランス外人部隊側のヴィラン少尉が戦死した。また、この頃にメキシコ軍はフランス外人部隊の立て篭もる建物への放火に成功し、フランス外人部隊は防衛の拠点の一つを失った。
同日午後5時頃、包囲されたフランス外人部隊はマウデ少尉以下12名になっていた。この直後のメキシコ軍の総攻撃では銃剣による近接戦闘まで行われ、同日午後6時頃にはフランス外人部隊側で戦える者はマウデ少尉以下5名になっていた。
この頃、メキシコ軍からの降伏勧告が再び行われ、直後にフランス外人部隊のマウデ少尉と2名のレジョネアが戦死し、間を置かずにさらに2名のレジョネアが戦死した。そして交渉の結果、武装解除をしないことを条件にフランス外人部隊は降伏に応じた。

## 戦闘の影響

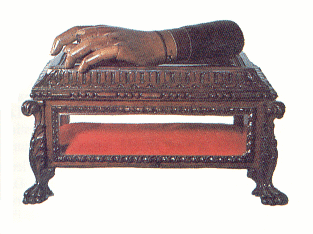
ダンジュー大尉の木製の義手

この戦いにおいてメキシコ軍部隊に完全に包囲されたフランス外人部隊は総勢で65名しかいなかったものの、メキシコ軍部隊を輸送部隊に向かわせないために敢えて降伏勧告を拒否し、絶望的な状況の中でフランス外人部隊史上に残る激戦を展開して2000名のメキシコ軍部隊を11時間にわたって釘付けにしたため、フランス軍は部隊の全滅と引き換えに現金300万フランを含む大量の補給物資をプエブラに無傷で届けることができた。
後日、フランス外人部隊では、この勇戦と自己犠牲に対して敬意を表し、4月30日を「カメロン記念日」として制定した。カメロン記念日には、オーバニュにあるフランス外人部隊の本部でこの戦いにおいてダンジュー大尉が使用していた義手が公開される。